# Marvel Entertainment
A Marvel Entertainment, Inc. foi uma companhia estadunidense de entretenimento, era subsidiária da The Walt Disney Company. Formada pela fusão entre a Marvel Entertainment Group e a Toy Biz, Inc., era a dona da Marvel Comics, Marvel Studios, Marvel Music e da Marvel Television.
As origens da companhia remontam ao ano de 1933, com a publicação de histórias de faroeste, na revista Western Supernovel Magazine. Poucos meses após seu lançamento, a revista teve seu nome mudado para Complet Western Book Magazine, em Julho de 1933.
O personagem mais antigo da empresa é Ka-zar, criado em 1936. Em 1939, a companhia começou a publicar histórias em quadrinhos, com o nome de Timely Comics. Sua primeira revista foi a Marvel Comics #1.

## Divisões
As unidades da companhia são:
- Marvel Custom Solutions, quadrinhos personalizados[2]
- Marvel Brands, LLC
  - Marvel Games, a divisão utilizada para promoção de videogames e licenciamento de propriedades intelectuais da Marvel para editores de videogames.
- Cover Concepts, Inc.[3]
- Marvel Worldwide, Inc., editora da Marvel Comics

Holdings de propriedade intelectual
- Iron Works Productions LLC, subsidiária que detém os direitos de filmes dos personagens da Marvel Comics
- Incredible Productions LLC (Delaware), subsidiária que detém os direitos de filmes dos personagens da Marvel Comics[4]
- Marvel Characters, Inc.: subsidiária que detém os direitos gerais de todos os personagens da Marvel Comics
  - MVL Rights, LLC: subsidiária que detém os direitos de filmes dos personagens da Marvel Comics{{{j1}}}  {{{j2}}} [5][6]
- Marvel Characters B.V. (The Netherlands)
- Marvel International Character Holdings LLC (Delaware)
- Marvel Property, Inc. (Delaware) incorporado em 12 de fevereiro de 1986[7] (anteriormente Marvel Entertainment Group, Inc.[4])

#### Antiga Divisões
- Marvel Television: Produtora de Programas de TV
- Marvel Publishing, Inc.: publicadora da Marvel Comics;
- Marvel Comics : editora norte-americana de revistas em quadrinhos.
- Marvel Toys (ex Toy Biz): uma companhia de brinquedos adquirida por Isaac Perlmutter na década de 90;
- MVL Film Finance LLC: financiadora teatral dos filmes de 10 personagens da empresa, como garantia[8]
- Spider-Man Merchandising L.P.: a joint-venture da Marvel com a  Sony Pictures Consumer Products, Inc., que detém os direitos de licença dos produtos relacionados aos filmes do Homem-Aranha.

De 1981 a 2009, essa relação incluiu a Marvel Productions. Em 2015, o Marvel Studios foi realocado como uma subsidiária do The Walt Disney Studios, deixando de responder à Marvel Entertainment.
No dia 31 de Agosto de 2009, foi anunciada a compra da empresa pela The Walt Disney Company. O valor da negociação foi de quatro bilhões de dólares.

## Filmes
| Titulos                                            | Data                    | Diretor                                              | Distribuição                                             |
| -------------------------------------------------- | ----------------------- | ---------------------------------------------------- | -------------------------------------------------------- |
| Howard, O Super-herói                              | 25 de dezembro de 1986  | Willard Huyck                                        | Universal Pictures                                       |
| O Justiceiro                                       | 20 de julho de 1990     | Boaz Yakin                                           | 20th Century Fox                                         |
| Capitão América - O Filme                          | 05 de julho de 1991     | Albert Pyun                                          | Paramount Pictures                                       |
| O Quarteto Fantástico                              | 31 de maio de 1994      | Oley Sassone                                         | Constantin Film                                          |
| Blade, o Caçador de Vampiros                       | 30 de outubro de 1998   | Stephen Norrington                                   | New Line Cinema                                          |
| X-Men - O Filme                                    | 18 de agosto de 2000    | Bryan Singer                                         | 20th Century Fox                                         |
| Homem-Aranha                                       | 17 de maio de 2002      | Sam Raimi                                            | Sony Pictures e Columbia Pictures                        |
| Blade 2                                            | 21 de junho de 2002     | Guillermo del Toro                                   | New Line Cinema                                          |
| Demolidor - O Homem Sem Medo                       | 14 de março de 2003     | Mark Steven Johnson                                  | 20th Century Fox                                         |
| X-Men 2                                            | 01 de maio de 2003      | Bryan Singer                                         | 20th Century Fox                                         |
| Hulk                                               | 27 de junho de 2003     | Ang Lee                                              | Universal Pictures                                       |
| Homem-Aranha 2                                     | 02 de julho de 2004     | Sam Raimi                                            | Sony Pictures e Columbia Pictures                        |
| O Justiceiro                                       | 22 de outubro de 2004   | Jonathan Hensleigh                                   | Lions Gate Entertainment                                 |
| Blade Trinity                                      | 01 de janeiro de 2005   | David S. Goyer                                       | New Line Cinema                                          |
| Elektra                                            | 21 de janeiro de 2005   | Rob Bowman                                           | 20th Century Fox                                         |
| O Homem-Coisa: A Natureza do Medo                  | 21 de abril de 2005     | Brett Leonard                                        | Lions Gate Entertainment                                 |
| Quarteto Fántastico                                | 08 de julho de 2005     | Tim Story                                            | 20th Century Fox                                         |
| X-Men - O Confronto Final                          | 26 de maio de 2006      | Brett Ratner                                         | 20th Century Fox                                         |
| Motoqueiro Fantasma                                | 02 de março de 2007     | Mark Steven Johnson                                  | Columbia Pictures                                        |
| Homem-Aranha 3                                     | 04 de maio de 2007      | Sam Raimi                                            | Sony Pictures e Columbia Pictures                        |
| Quarteto Fantástico e o Surfista Prateado          | 29 de junho de 2007     | Tim Story                                            | 20th Century Fox                                         |
| Homem de Ferro                                     | 30 de abril de 2008     | Jon Favreau                                          | Paramount Pictures                                       |
| O Incrível Hulk                                    | 13 de junho de 2008     | Louis Leterrier                                      | Universal Pictures                                       |
| O Justiceiro: Em Zona de Guerra                    | 15 de abril de 2009     | Lexi Alexander                                       | AMC Studios                                              |
| X-Men Origens: Wolverine                           | 30 de abril de 2009     | Gavin Hood                                           | 20th Century Fox                                         |
| Homem de Ferro 2                                   | 30 de abril de 2010     | Jon Favreau                                          | Paramount Pictures                                       |
| Thor                                               | 29 de abril de 2011     | Kenneth Branagh                                      | Paramount Pictures                                       |
| X-Men: Primeira Classe                             | 03 de junho de 2011     | Matthew Vaughn                                       | 20th Century Fox                                         |
| Capitão América: O Primeiro Vingador               | 29 de julho de 2011     | Joe Johnston                                         | Paramount Pictures                                       |
| Motoqueiro Fantasma - Espírito de Vingança         | 21 de fevereiro de 2012 | Mark Neveldine & Brian Taylor                        | Columbia Pictures                                        |
| Os Vingadores - The Avengers                       | 27 de abril de 2012     | Joss Whedon                                          | Paramount Pictures e Walt Disney Studios Motion Pictures |
| O Espetacular Homem-Aranha                         | 06 de julho de 2012     | Marc Webb                                            | Sony Pictures Entertainment e Columbia Pictures          |
| Homem de Ferro 3                                   | 26 de abril de 2013     | Shane Black                                          | Paramount Pictures e Walt Disney Studios Motion Pictures |
| Wolverine: Imortal                                 | 26 de julho de 2013     | James Mangold                                        | 20th Century Fox                                         |
| Thor: O Mundo Sombrio                              | 01 de novembro de 2013  | Alan Taylor                                          | Walt Disney Studios Motion Pictures                      |
| Capitão América 2 - O Soldado Invernal             | 10 de abril de 2014     | Joe & Anthony Russo                                  | Walt Disney Studios Motion Pictures                      |
| O Espetacular Homem-Aranha 2 - A Ameaça de Electro | 01 de maio de 2014      | Marc Webb                                            | Sony Pictures Entertainment e Columbia Pictures          |
| X-Men: Dias de um Futuro Esquecido                 | 22 de maio de 2014      | Bryan Singer                                         | 20th Century Fox                                         |
| Guardiões da Galáxia                               | 31 de julho de 2014     | James Gunn                                           | Walt Disney Studios Motion Pictures                      |
| Operação Big Hero                                  | 25 de dezembro de 2014  | Don Hall & Chris Williams                            | Walt Disney Studios Motion Pictures                      |
| Vingadores: Era de Ultron                          | 23 de abril de 2015     | Joss Whedon                                          | Walt Disney Studios Motion Pictures                      |
| Homem-Formiga                                      | 16 de julho de 2015     | Peyton Reed                                          | Walt Disney Studios Motion Pictures                      |
| Quarteto Fántastico                                | 06 de agosto de 2015    | Josh Trank                                           | 20th Century Fox                                         |
| Deadpool                                           | 11 de fevereiro de 2016 | Tim Miller                                           | 20th Century Fox                                         |
| Capitão América: Guerra Civil                      | 28 de abril de 2016     | Joe & Anthony Russo                                  | Walt Disney Studios Motion Pictures                      |
| X-Men: Apocalipse                                  | 19 de maio de 2016      | Bryan Singer                                         | 20th Century Fox                                         |
| Doutor Estranho                                    | 03 de novembro de 2016  | Scott Derrickson                                     | Walt Disney Studios Motion Pictures                      |
| Logan                                              | 02 de março de 2017     | James Mangold                                        | 20th Century Fox                                         |
| Guardiões da Galáxia Vol. 2                        | 27 de abril de 2017     | James Gunn                                           | Walt Disney Studios Motion Pictures                      |
| Homem-Aranha: De Volta ao Lar                      | 06 de julho de 2017     | Jon Watts                                            | Sony Pictures Releasing                                  |
| Thor: Ragnarok                                     | 26 de outubro de 2017   | Taika Waititi                                        | Walt Disney Studios Motion Pictures                      |
| Pantera Negra                                      | 15 de fevereiro de 2018 | Ryan Coogler                                         | Walt Disney Studios Motion Pictures                      |
| Vingadores: Guerra Infinita                        | 26 de abril de 2018     | Joe & Anthony Russo                                  | Walt Disney Studios Motion Pictures                      |
| Deadpool 2                                         | 17 de maio de 2018      | David Leitch                                         | 20th Century Fox                                         |
| Homem-Formiga e a Vespa                            | 05 de julho de 2018     | Peyton Reed                                          | Walt Disney Studios Motion Pictures                      |
| Venom                                              | 04 de outubro de 2018   | Ruben Fleischer                                      | Sony Pictures                                            |
| Era Uma Vez um Deadpool                            | 27 de dezembro de 2018  | David Leitch                                         | 20th Century Fox                                         |
| Homem-Aranha no Aranhaverso                        | 10 de janeiro de 2019   | Bob Persichetti, Peter Ramsey & Rodney Rothman       | Sony Pictures                                            |
| Capitã Marvel                                      | 07 de março de 2019     | Anna Boden & Ryan Fleck                              | Walt Disney Studios Motion Pictures                      |
| Vingadores: Ultimato                               | 25 de abril de 2019     | Joe & Anthony Russo                                  | Walt Disney Studios Motion Pictures                      |
| X-Men: Fênix Negra                                 | 06 de junho de 2019     | Simon Kinberg                                        | 20th Century Fox e Walt Disney Studios Motion Pictures   |
| Homem-Aranha: Longe de Casa                        | 04 de julho de 2019     | Jon Watts                                            | Sony Pictures Releasing                                  |
| Os Novos Mutantes                                  | 22 de outubro de 2020   | Josh Boone                                           | Walt Disney Studios Motion Pictures                      |
| Viúva Negra                                        | 08 de julho de 2021     | Cate Shortland                                       | Walt Disney Studios Motion Pictures                      |
| Shang-Chi e a Lenda dos Dez Anéis                  | 02 de setembro de 2021  | Destin Daniel Cretton                                | Walt Disney Studios Motion Pictures                      |
| Venom - Tempo de Carnificina                       | 07 de outubro de 2021   | Andy Serkis                                          | Sony Pictures Releasing                                  |
| Eternos                                            | 03 de novembro de 2021  | Chloé Zhao                                           | Walt Disney Studios Motion Pictures                      |
| Homem-Aranha: Sem Volta para Casa                  | 16 de dezembro de 2021  | Jon Watts                                            | Sony Pictures Releasing                                  |
| Morbius                                            | 31 de março de 2022     | Daniel Espinosa                                      | Sony Pictures Releasing                                  |
| Doutor Estranho no Multiverso da Loucura           | 05 de maio de 2022      | Sam Raimi                                            | Walt Disney Studios Motion Pictures                      |
| Thor: Amor e Trovão                                | 07 de julho de 2022     | Taika Waititi                                        | Walt Disney Studios Motion Pictures                      |
| Pantera Negra: Wakanda Para Sempre                 | 10 de novembro de 2022  | Ryan Coogler                                         | Walt Disney Studios Motion Pictures                      |
| Kraven, o Caçador                                  | 12 de janeiro de 2023   | J.C. Chandor                                         | Sony Pictures Releasing                                  |
| Capitã Marvel: The Marvels                         | 16 de fevereiro de 2023 | Nia DaCosta                                          | Walt Disney Studios Motion Pictures                      |
| Guardiões da Galáxia Vol. 3                        | 05 de maio de 2023      | James Gunn                                           | Walt Disney Studios Motion Pictures                      |
| Homem-Aranha: Através do Aranhaverso               | 02 de junho de 2023     | Joaquim Dos Santos & Kemp Powers                     | Sony Pictures Releasing                                  |
| Homem-Formiga e a Vespa: Quantumania               | 28 de julho de 2023     | Peyton Reed                                          | Walt Disney Studios Motion Pictures                      |
| El Muerto                                          | 12 de janeiro de 2024   | TBA                                                  | Sony Pictures Releasing                                  |
| Madame Web                                         | 15 de fevereiro de 2024 | S.J. Clarkson                                        | Sony Pictures Releasing                                  |
| Homem-Aranha: Além do Aranhaverso                  | 29 de março de 2024     | Joaquim Dos Santos, Kemp Powers & Justin K. Thompson | Sony Pictures Releasing                                  |
| Capitão América 4                                  | 03 de maio de 2024      | Julius Onah                                          | Walt Disney Studios Motion Pictures                      |
| Thunderbolts                                       | 26 de julho de 2024     | Jake Schreier                                        | Walt Disney Studios Motion Pictures                      |
| Quarteto Fantástico                                | 08 de novembro de 2024  | TBA                                                  | Walt Disney Studios Motion Pictures                      |
| Vingadores: Dinastia Kang                          | 02 de maio de 2025      | Destin Daniel Cretton                                | Walt Disney Studios Motion Pictures                      |
| Vingadores: Guerras Secretas                       | 07 de novembro de 2025  | TBA                                                  | Walt Disney Studios Motion Pictures                      |
| Blade                                              | TBA                     | Bassam Tariq                                         | Walt Disney Studios Motion Pictures                      |
| Shang-Chi e a Lenda dos Dez Anéis 2                | TBA                     | Destin Daniel Cretton                                | Walt Disney Studios Motion Pictures                      |
| Deadpool 3                                         | TBA                     | Shawn Levy                                           | Walt Disney Studios Motion Pictures                      |
| Os Mutantes                                        | TBA                     | TBA                                                  | Walt Disney Studios Motion Pictures                      |
| Homem-Aranha 4                                     | TBA                     | TBA                                                  | Sony Pictures Releasing                                  |
| Eternos 2                                          | TBA                     | TBA                                                  | Walt Disney Studios Motion Pictures                      |
| Venom 3                                            | TBA                     | TBA                                                  | Sony Pictures Releasing                                  |

## Nomes anteriores
- Marvel Entreprises, Inc
- Marvel Entertainment Group, Inc
- Timely Comics